# Губерман, Евгений Александрович
Евгений Александрович Губерман (30 июля 1955, Ленинград — 29 декабря 2012, Санкт-Петербург) — советский и российский барабанщик. Участник групп «Воскресение» (Ленинград), «Аквариум», «Зарок», «Зоопарк», «Телевизор», «Август», «Облачный край», «Реквием» и других.

## Биография
После школы поступил в музыкальное училище имени М. П. Мусоргского на отделение ударных инструментов.
С 1973 года сотрудничал с различными джазовыми ансамблями и рок-группами. В середине 70-х играл в ленинградской группе Юрия Ильченко «Воскресенье», потом в джаз-ансамбле Давида Голощёкина, участие в котором и принесло ему известность. Не оставляя этого, в конце 1979 года попал в «Аквариум», где играл до 1981 года.
В 1982 году Губерман переехал в Москву. Играл в квинтете Игоря Бутмана, а в 1985—1986 годах — в джаз-ансамбле «Аллегро».
В 1987 году женился на гражданке Голландии, после чего уехал на постоянное место жительства в Голландию. С 1991 года он регулярно наведывался на родину, чтобы проведать мать, а заодно участвовал в различных музыкальных встречах — так называемых джем-сейшенах. В 2004 году вернулся на постоянное место жительства в Санкт-Петербург. По данным на 2009 год участвовал в петербургской группе «Почти Володя», а также сессионно, в уфимско-петербургской группе «Осы».
Подготовил двух учеников: Петра Трощенкова (Аквариум) и Валерия Кирилова   (Зоопарк).
29 декабря 2012 года Евгений Губерман скончался у себя дома, в Санкт-Петербурге.
Похоронен на Красненьком кладбище.